# 电子公司
电子公司，包括生产制造销售轻型电子产品（以电视机、洗衣机、电饭煲、空调设备、电灯、数码相机等家用电器为主）、重型电气产品（如发电机、变压器、电池等电力设备）、计算机产品和办公设备（智能手机、个人计算机、服务器、打印机、复印机等）、医疗机械（MRI和 CT）、电子组件（例如LSI、马达等）、工业电子产品（如工业马达、工业机器人等）、电力运输工具（火车、电梯等），汽车和船舶中使用的电子设备、航空器中使用的电子设备（例如民用飞机、卫星、太空探索器、火箭、军用飞机等）中的电子器件等的企业。
电力工业始于19世纪，当时电灯的发明取代了油灯，此后各种电气产品推陈出新。早期的电子产品包括留声机，此后便有电话、收音机和电视机等。20世纪是家用电器的大发展阶段。第一台计算机在1940年代开发完成，到了1990年代，个人电脑已经在全球流行。在21世纪，许多电子产品都由电子设备进行数字化控制。近年来，除了家用电器和计算机产品，汽车和重工业都已经实现电气化和编程，因此电子公司和软件制造商的范围在不断扩大。
电子公司的产品可以是最终产品或中间产品或零部件。制造业与第三产业的不同之处在于其产品是“可见的”，因此，对消费者来说，家用电器和汽车等消费者经常看到的产品的制造商往往有较高的知名度。但是，作为工业设备和电子元器件的制造商，即使在全球市场上占有最大的市场份额，也往往不会被一般普通公众所认知。在上述产品中，在多个领域生产经营电子产品的企业被称为“综合性电子公司”，而主要从事家用电器的制造商被称为“家用电器制造商”。此外，还有电力设备制造商（“重型电气制造商”，“电子元件制造商”和其他电气产品制造商）。

## 历史
电子制造业的历史可以追溯到150年前。 19世纪末，托马斯·爱迪生（Thomas Edison）发明了诸如灯泡、发电厂和电线之类的电力传输系统，电气工业由此诞生。在日本，明治时代的1882年在东京点燃了第一盏电灯，此后也成立了诸如东芝等公司。
二战之前，美国与欧洲的电子公司发展迅猛，发明了电话、电视机等产品。二战后，日本的电子公司发展迅速，占据了全球最大比例的家电市场份额。其中主要的三大件为黑白电视机、洗衣机和冰箱，这些产品极大地提高了人们的生活质量。进入90年代以后，随着个人电脑和智能手机的发展，电子产品的领域出现了许多新的巨头企业，例如苹果公司、三星電子、華為技術等。

## 各地区主要电子公司列表

### 中国大陆
- 海尔（白色家电制造商）
- 联想（个人电脑制造商）
- 美的集团
- 海信集团
- 创维集团
- 华为技术（通信设备制造商）
- 中兴通讯
- 小米科技
- 步步高电子（智能手机品牌Vivo和Oppo）
- 大疆
- 海康威视
- TCL
- 长虹
- 格力电器
- 格兰仕
- 小天鹅

### 台湾
- HTC
- 华硕电脑
- 鸿海精密工业
- 台积电
- 联电
- 友达光电
- 宏碁
- 燦坤（EUPA）
- 东原电气
- 联发科技
- 大同公司
- 士林电机（属于三菱电机集团）

### 日本
为了方便起见，将各家公司按照产品类别分类如下。
日本电子公司按照年度销售额排序，前十位分别是：日立、索尼、松下、三菱电机、富士通、佳能、东芝、NEC、夏普、理光 。

#### 综合性电子公司
除了家用电器等家用产品外，以下公司还以生产社会基础设施的电气产品为特色，例如电力设备、运输设备和工业设备。
- 日立制作所（销售额：9,0486亿日元）-电力设备，运输设备，工业设备，医疗设备，家用电器，IT服务
- 三菱电机（销售额：4,599.90亿日元）-电力设备，运输设备，工业设备，房屋设备，车载设备，家用电器，人造卫星
- 东芝（销售额：36,935亿日元）-电力设备，运输设备，半导体制造设备

#### 消费电子制造商
与中国和韩国公司的竞争非常激烈，三星，LG，海尔和其他公司的竞争也很激烈。目前夏普已属于台湾鸿海集团。
- 松下（净销售额：827亿日元）-一般家用电器，工业设备，住房设备，车载设备，航空电子设备
- 夏普（销售额：2.4万亿日元）-一般家用电器，计算器，智能手机，个人计算机

#### 信息和通信设备制造商
- 富士通（销售额：4.5万亿日元）-通讯设备/服务器/ 超级计算机 / IT服务
- NEC（销售额：2.65万亿日元）-通讯设备，服务器，超级计算机，人造卫星，IT服务
- 冲电气工业（销售额：4,516亿日元）-通讯设备

#### 视听设备制造商
- 索尼（销售额：7,632亿日元）-人寿保险，游戏设备，音频/视频设备，数码相机，内容
- 先锋（销售额：3,866亿日元）-汽车音响
- JVC建伍
- 船井电机
- 安桥

#### 光学/精密设备制造商
经营光学设备（包括镜头和镜子的数码相机，扫描仪，复印机，半导体曝光设备等）或精密设备（手表，相机，打印机，医疗设备等）的业务。
- 佳能（销售额：34014亿日元）-数码相机，打印机，多功能设备，半导体光刻设备，医疗设备
- 富士集团（销售额：24,916亿日元）
  - 富士胶片-数码相机
  - 富士施乐-打印机/ MFP
- 理光（销售额：20,288亿日元）-数码相机，打印机和多功能设备
- 京瓷（销售额：14,227亿日元）-智能手机，打印机，多功能设备，太阳能电池，电子组件
- 精工爱普生（销售额：18,341.41亿日元）-打印机，扫描仪，投影仪，手表和电子零件
- 柯尼卡美能达（销售额：925亿日元）
- 尼康（销售额：7,488亿日元）
- 奥林巴斯（销售额：7,480亿日元）
- 兄弟工业（销售额：6411亿日元）
- 豪雅（销售额：4789亿日元）
- 卡西欧（销售：352,258,800日元）-手表，计算器，电子词典，电子乐器

#### 重型电气制造商/电力设备制造商
- 富士电机（销售额：9,149亿日元）：综合重电
- 明电舍（销售额：2450亿日元）：综合重电
- 日新电机（销售额：1262亿日元）：综合重电
- 大阪变压器（销售额：1,434亿日元）：变压器
- 东光高岳（销售额：908亿日元）
- 日东工业：配电盘
- 爱知电气
- 户上电机：电力开关
- 指月电机
- 能源支持：电源开关
- 川电：总机
- 大垣电机：电源开关，电力接收和转换设备

#### 照明设备制造商
- 日立电器
- 东芝照明科技
- 三菱电机照明（三菱欧司朗）
- NEC
- 大光电机
- 小泉成器
- 山田照明
- 欧德利克
- 日照
- 星和电机

#### 空调设备制造商
- 大金空调：空调，空气净化器，冰箱
- 松下生态系统
- 日立空调
- 东芝空调
- 富士通通用
- 丰臣
- 科罗娜 (日本)
- 大日工业
- 三电公司
- 长府制作所
- Sunpot
- 日精工业

#### 游戏设备制造商
以下公司是制造游戏机（无论是家用还是商用）的制造商。这些与计算机游戏市场的发展有关，并且主要从事游戏机从街机游戏市场到消费者游戏市场的开发，生产和销售。另一方面，由于这些产品也是玩具，因此许多公司最初都是由玩具制造商开发的。在街机游戏中，一直在开发和建设游乐园设施的公司也进入了该市场。
- 由于游戏软件之类的专门制造商不参与硬件制造，因此不称为电子制造商，不包括在本节中。

- 索尼娱乐（SIE）（销售额：1.89万亿日元）
- 任天堂（销售额：4,890亿日元）
- 万代南梦宫控股
- 科乐美数字娱乐
- 世嘉
- 太东

#### 重工业制造商
尽管通常不称为电器制造商，但它还包括重型电器产品以及人造卫星和火车，因此，本节中也包含了该产品。尽管它不是电气设备，但它也涉及火箭、飞机和船舶，建筑设备和包括许多电子设备的各种工厂以及国防工业。
- 三菱重工（在航空航天等业务中与三菱电机技术合作。在空调等多个业务中与三菱电机竞争））アコン（销售额：3.91万亿日元）日元）
- 斯巴鲁（原富士重工）（销售额：33,259亿日元）
- 川崎重工（销售额：15,188亿日元）
- IHI（原石川岛播磨重工业）（销售额：14,863亿日元）
- 三井造船

#### 汽车制造商
尽管通常不称为电器制造商，但它们还包括汽车音频产品，混合动力车辆和电动车辆，因此它们包含在本节中。但是，汽车音频确实合并了松下和先锋等供应商的产品。在下面，仅列出了销售电动汽车的公司。
- 丰田汽车
- 本田技研（本田）
- 日产汽车
  - 三菱汽车
- 电装：汽车电子

#### 机电一体化制造商
最初是机械产品的制造商，机械产品的复杂运动和高性能导致大量传统机械零件（连杆机构，齿轮，凸轮等）的组合。存在诸如设备本身的尺寸和复杂性增加，价格增加以及耐用性之类的问题。因此，通过将所有控制部件转换为电子电路并将它们与感应器和执行器组合，其功能可以轻松实现复杂的操作，而不能仅通过组合机械元件来实现。有可能做到这一点。如今，使用微处理器进行控制已实现了更加丰富和方便的功能，例如自动化和自适应控制。
- 发那科
- 安川电机
- 住友重工业
- 东芝机器
- 荣光电气工业

#### 电子零件制造商
在许多情况下，功能性组件由电气设备制造商自己生产，但是在许多情况下，由于技术的复杂性，业务已转移到专业的零部件制造商。许多制造商专门研究无源元件和模块零件，并经常向电气设备制造商提供产品（零件）。
- 京瓷
- 瑞萨电子：系统LSI
- 三美电机
- 日本贵弥功：电容器
- 罗姆
- 杰士汤浅电池：电池
- 东电化
- 欧姆龙
- 横河电机
- 新日本无线
- 牛尾电机
- 尼吉康：电容器
- 日本电产：电动机
- 基恩士
- 阿尔卑斯电气
- 美蓓亚集团
- KOA corporation
- 滨松光电
- 住友电气工业
- 古河电工
- 藤仓
- 日立金属
- 日新电子
- 村田制作所
- 高創科技
- 神钢电机
- 日亚
- 凸版印刷
- 大日本印刷
- 日本写真印刷

其他

#### 交通相关设备制造商
- 小丝产业
- 京三制作所
- 三协高分子
- 信号电材
- 星和电机
- 名古屋电机工业
- 日本信号
- 东洋电机制造
- 大同信号

### 美国
- 通用电气（GE）
- 艾默生电气
- 西屋电气（WE）
- 联合技术（UTC）
- 惠而浦
- 霍尼韦尔
- 江森自控
- 洛克威尔自动化公司
- 摩托罗拉解决方案
- 惠普
- 慧与科技（HPE）
- 国际商用机器
- 苹果公司
- 戴尔
- 甲骨文公司
- NetApp
- 安捷伦科技
- 英特尔
- AMD
- 德州仪器
- 赛普拉斯半导体
- 安森美
- 赛灵思
- 闪迪
- 希捷技术
- 英伟达
- 高通
- 美光科技
- 微晶片科技
- 思科
- 亚美亚
- 施乐
- 西部数据
- Stratasys
- 大陆电子
- 博士音响
- Vizio
- GoPro
- Fitbit
- 台湾国际航电
- 利盟
- 微软（消费者游戏机，便携式音乐播放器，服务器等）
- 亚马逊公司（例如Kindle）
- 特斯拉汽车（电动汽车）
- 通用汽车（电动汽车）
- Rivian（电动汽车）

### 德国
- 西门子公司
- 博朗
- Miele
- 利勃海尔
- 欧司朗
- 根德
- 凯驰
- 大陆集团
- 德律风根
- 罗伯特·博世公司

### 法国
- 施耐德电气
- 赛博集团
- 法国汤姆逊公司
- 阿尔斯通

### 荷兰
- 飞利浦
- 恩智浦半导体

### 芬兰
- 诺基亚

### 瑞典
- 伊莱克斯
- 爱立信

### 瑞士
- ABB
- 泰科电子
- 迅达集团
- 兰吉尔仪表

### 英国
- 戴森

### 土耳其
- Arcelik

### 韩国
- LG电子
- 三星电子
- 现代集团
- SK海力士

## 相关行业组织
- 日本电气制造商协会（JEMA ）
- 日本电子信息技术行业协会（JEITA）
- 全日本电气电子和信息相关产业工会联合会
- 全日本电子商业工会联合会

## 脚注
1. ↑  .   [2020-01-23]. （原始内容存档于2020-02-01）.